# كبلر-40b
كيبلر 40 بي (بالإنجليزية: Kepler-40b)‏ الذي يرمز له بالرمز KOI-428.01، هو كوكب خارج المجموعة الشمسية، في كوكبة الدجاجة (كوكبة)، يتبع كيبلر-40.

## الاكتشاف
اكتشف في 4 يناير 2011.